# Henri Lewkowicz
Henri Lewkowicz (1919 - 1981) fou un violinista polonès nacionalitzat francès.
Als setze anys va anar a París per estudiar amb els mestres Jacques Thibaud, Jules Bucheritz i Carl Flesch. Els seus primers recitals com a violinista, a l'Escola Normal i a l'Associació de Música de Cambra el van fer destacar i van posar de manifest el seu exquisit temperament.
Quan es proposava efectuar una gira artística pels Estats Units, va començar la Segona Guerra Mundial i fugint dels exèrcits del Tercer Reich es va refugiar a Barcelona. Mancat d'altres perspectives de treball, es va enrolar en una orquestrina que amenitzava les vetllades del desaparegut Rigat, a la plaça de Catalunya, un restaurant i sala de festes molt popular llavors, que reunia un públic selecte. Allí va ser descobert per uns bons aficionats que van saber veure en ell un artista de classe, un intèrpret que no havia de romandre en l'anonimat i en un ambient impropi de la seva categoria, i el van ajudar a incorporar-se a una activitat professional de superior abast, patrocinant la seva presentació al Gran Teatre del Liceu amb l'Orquestra Simfònica de Barcelona, que va dirigir un altre artista escapat de la tragèdia bèl·lica d'aquells anys i també molt estimat a Barcelona: el mestre japonès Ekitai Han. En aquesta estrena personal, va ser solista del Concert en re major de Beethoven i va ser un èxit memorable i a partir de llavors va ser reclamat per actuar en múltiples recitals en els que va col·laborar gairebé sempre amb el pianista Pere Vallribera. Va participar també en concerts d'orquestra, amb la Municipal en l'època de Toldrà, amb la de cambra de Berlín dirigida per Hans von Benda i amb altres directors, Pich Santasusana entre ells.
Més tard, va recórrer triomfalment Europa i gran part d'Amèrica.